# Тлеющий разряд

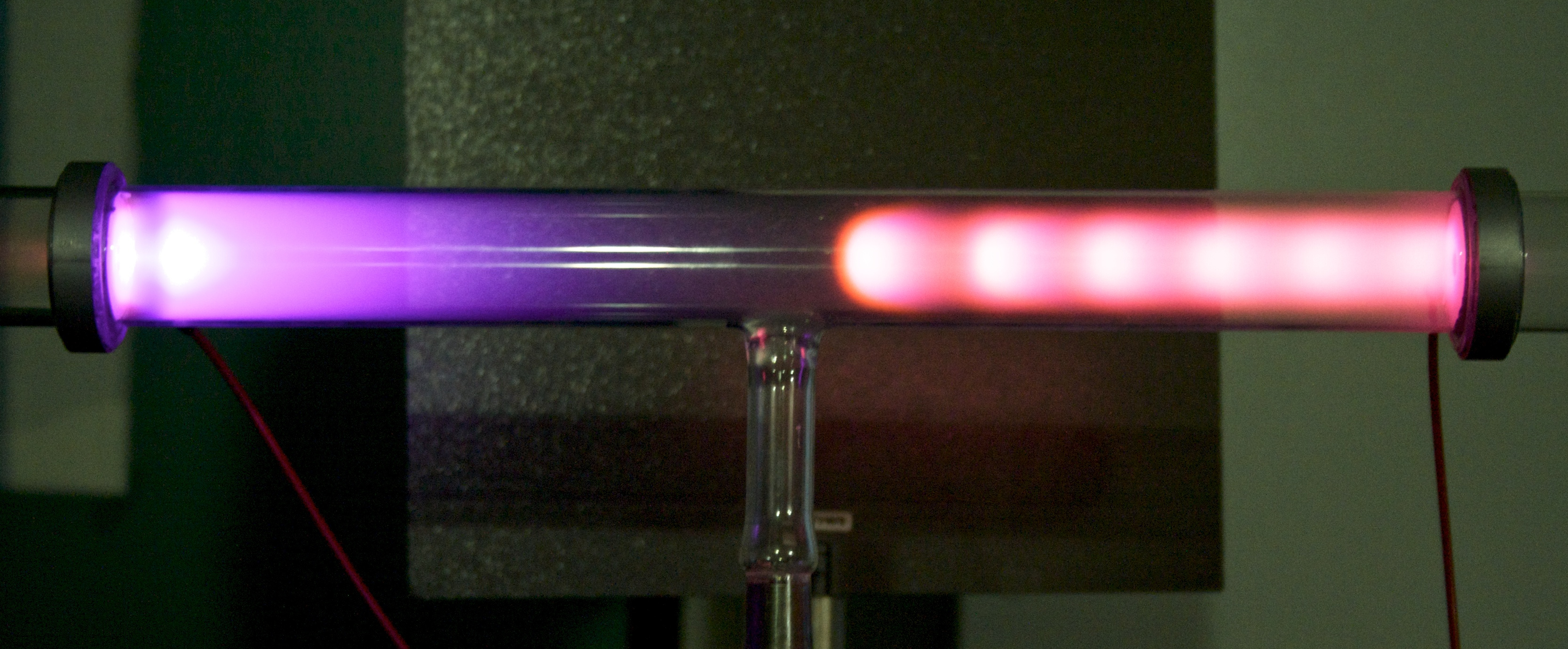
Тлеющий разряд в разреженном воздухе

Тле́ющий разря́д — один из видов стационарного самостоятельного электрического разряда в газах. Формируется, как правило, при низком давлении газа и малом токе. При увеличении проходящего тока переходит в дуговой разряд.
В отличие от нестационарных (импульсных) электрических разрядов в газах, основные характеристики тлеющего разряда остаются относительно стабильными во времени.

## Получение

Вольт-амперная характеристика газового разряда в неоне при давлении 1 мм рт. ст. между двумя плоскими электродами, разнесёнными на 50 см

Простейшим прибором для моделирования газового разряда является запаянная стеклянная трубка, в торцы которой впаяны электроды. Трубка имеет отвод, присоединённый к вакуумному насосу. Электроды подключены к источнику постоянного тока с напряжением несколько тысяч вольт. После включения источника напряжения и пуска вакуумного насоса происходят следующие явления:
1. При атмосферном давлении газ внутри трубки остаётся тёмным, так как приложенного напряжения в несколько тысяч вольт недостаточно для того, чтобы пробить длинный газовый промежуток.
2. Когда давление газа достаточно понизится, в трубке вспыхивает светящийся дуговой разряд. Он имеет вид тонкого шнура (в воздухе — малинового цвета, в других газах — других цветов), соединяющего оба электрода. В этом состоянии газовый столб хорошо проводит ток.
3. При дальнейшей откачке газа светящийся шнур размывается и расширяется, и свечение заполняет почти всю трубку. Это тлеющий разряд. При давлении газа в несколько десятых миллиметра ртутного столба (сотни паскалей) разряд заполняет почти весь объём трубки. Свечение разряда распределено неравномерно. Возле катода находится темное катодное пространство, у анода — светящийся положительный столб, длина которого зависит от давления.

## Механизм

структура тлеющего разряда

Тлеющий разряд возникает при низком давлении газа и относительно небольшой напряжённости электрического поля и невысокой температуре катода. Из-за низкой температуры электроны, испускаемые катодом, а также возникающие от случайной ионизации под действием света, радиационного фона и других факторов имеют невысокую энергию, из-за чего в прикатодной области они практически не возбуждают атомы газа. Область в непосредственной близости от катода, в которой газ не излучает света, называется астоновым тёмным пространством.
По мере удаления от катода электроны ускоряются под действием электрического поля. Ускоренные электроны соударяются с атомами газа, вызывая возбуждение электронных оболочек — возникает светящаяся область, называемая катодным свечением. Однако столкновению подвергается лишь небольшая часть электронов, а остальные продолжают ускоряться. По мере ускорения электронов энергия части из них становится больше максимума энергии возбуждения, при этом начинается ионизация с образованием вторичных электронов но яркость свечения постепенно падает, образуя катодное тёмное пространство. При этом первичные электроны теряют энергию, которая на определённом промежутке снова становится близка к энергии возбуждения. Образуется вторая область свечения, называемая областью тлеющего свечения, за которой возникает следующая тёмная область, называемая фарадеевым тёмным пространством. Возникающие вблизи катодов ионы под действием электрического поля соударяются с катодом дополнительно выбивая из него электроны, кроме того, часть электронов выбивается из катода фотонами и метастабильными атомами. Далее, по мере роста энергии электронов, образуется положительный столб.
При нормальном тлеющем разряде эмиссия электронов происходит только с части поверхности катода. При этом по мере роста тока плотность тока в прикатодном пространстве не меняется, увеличивается лишь площадь катода, охваченного разрядом, до тех пор, пока разряд не займёт всю поверхность катода. После этого возникает так называемый аномальный тлеющий разряд, при котором плотность тока растёт, а вместе с ней и катодное падение напряжения, а длина катодного тёмного пространства уменьшается. По мере дальнейшего увеличения тока катодное свечение стягивается в небольшое пятно, которое, приближаясь к катоду, начинает его разогревать и тлеющий разряд переходит в дуговой.
При тлеющем разряде в значительной мере катод распыляется, скорость распыления зависит от давления и состава газа, а также от материала катода. Испарение электродов и оседание атомов металла на холодных частях вызывает поглощению газа — так называемому «жестчение», это приводит к постепенному снижению его давления в колбе и росту напряжения зажигания и катодного падения напряжения и ухудшения характеристик лампы с течением времени вплоть до прекращения её зажигания.

## Применение

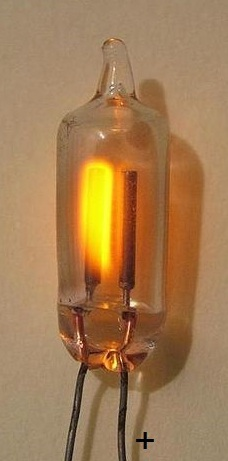
В неоновом индикаторе не образуется положительного столба, свечение охватывает только катод

Лампы тлеющего разряда находят практическое применение как источник света. Существуют как высоковольтные лампы, использующие положительный столб, так и относительно низковольтные, излучающие свет только от прикатодных областей. Такие лампы применяются для декоративных целей, а также в качестве индикаторов в различной аппаратуре. Также лампы тлеющего разряда применялись для подсветки экранов жидкокристаллических дисплеев.
Свойство тлеющего разряда поддерживать постоянное напряжение при изменении силы тока применяется в газовых стабилитронах для стабилизации напряжения. Также на вольт-амперной характеристике тлеющего разряда имеется участок отрицательного дифференциального сопротивления, который также обладает гистерезисом. Это свойство применяется в релаксационных генераторах и позволяет использовать её в качестве порогового элемента.
Тлеющий разряд также применяется для накачки различных газовых лазеров, для плазменного напыления металлов и в других сферах.